# Rarotonga
Rarotonga là đảo núi lửa tập trung đông dân nhất trong số các đảo thuộc quần đảo Cook. Các tòa nhà Quốc hội và sân bay quốc tế đều nằm trên đảo Rarotonga. Đây cũng là một điểm du lịch nổi tiếng của quần đảo Cook. Avarua, thị trấn tọa lạc ở phía bắc đảo Rarotonga, là thủ đô của quần đảo Cook.

## Địa lý
Đảo núi lửa Rarotonga cao gần 4500 m tính từ đáy đại dương. Tổng chu vi và diện tích của đảo đo được là hơn 32 km và xấp xỉ 67,3 km². Đường kính của miệng núi lửa trên đảo đo được là gần 50 km, sâu gần 4000 m. Te Manga là đỉnh cao nhất trên đảo, với độ cao đo được là khoảng 652 m.
Đảo Rarotonga được bao quanh bởi một đầm phá. Bờ bắc của đảo có rất nhiều rạn san hô, không thích hợp để bơi lặn và chơi các môn thể thao dưới nước. Vùng biển phía đông nam của đảo là nơi rộng và sâu nhất, đặc biệt là khu vực Muri, tập trung rất đông khách du lịch.
Ngoài khơi bãi biển Muri chừng vài trăm mét là 4 đảo san hô nhỏ nằm trong rạn san hô viền bờ. Trải dài từ bắc xuống nam lần lượt là:
1. Motutapu (rộng 10,8 ha)
2. Oneroa (rộng 10,6 ha)
3. Koromiri (rộng 3,1 ha)
4. Taakoka (rộng 1,7 ha)

Đảo Rarotonga được bảo phủ bởi thảm thực vật dày đặc. Một vùng đất rộng lớn ở phía đông nam của đảo là khu bảo tồn Takitumu, là nơi sinh sống của các loài chim bản địa và thực vật bản địa, đặc biệt là loài chim đang bị nguy cấp Pomarea dimidiata.